# Jennifer Blow
Jennifer Blow (nascida em 10 de janeiro de 1991) é uma jogadora de goalball paralímpica australiana. Jennifer integrou a seleção australiana feminina de goalball que disputou os Jogos Paralímpicos de Verão de 2016, realizados no Rio de Janeiro, Brasil. Antes, havia competido nas Paralimpíadas de Londres 2012, com a equipe nacional da modalidade.